# Le Chateliers princip
Le Chateliers princip (efter den franske kemisten Henry Louis Le Chatelier) säger att
om ett kemiskt system, där jämvikt råder, påverkas av en förändring i koncentration, temperatur eller totaltryck, kommer jämvikten att ändras så att förändringen motverkas.
Med andra ord: En kemisk jämvikt drivs åt det håll där förändringen i tryck, temperatur eller koncentration motverkas som mest. Åt vilket håll jämvikten går beror på mängden av reaktanter och produkter och huruvida reaktionen är exo- (ger ifrån sig energi) eller endoterm (absorberar energi).
Le Chateliers princip är därför mycket användbar inom den kemiska industrin eftersom man, genom att till exempel minska koncentrationen på produkterna, kan styra jämvikten så att fler produkter skapas.

## Exempel

### Koncentration
Genom att öka koncentrationen hos en av reaktanterna i en kemisk jämvikt, ökar sannolikheten att reaktanter kolliderar med varandra, vilket leder till att mer produkt skapas. Förhållandet mellan produkter och reaktanter är konstant i en jämviktsreaktion, vilket betyder att om en reaktant ökar i koncentration så kommer produkternas koncentration att öka, samtidigt som övriga reaktanter kommer att minska i koncentration till följd av att förhållandet mellan reaktanter och produkter är konstant. Se jämviktskonstant.
Detta kan illustreras genom jämvikten mellan kolmonoxid och vätgas, som reagerar för att ge metanol:
Anta att koncentrationen av CO ökas. Genom Le Chateliers princip kan vi förutse att koncentrationen av metanol kommer att ha ökat när systemet uppnår jämvikt. Samtidigt kommer koncentrationen vätgas att minska, då förhållandet mellan produkter och reaktanter i jämvikt är konstant vid samma temperatur och tryck.

### Temperatur
Reaktionen mellan kvävgas och vätgas som producerar ammoniak, är en reversibel reaktion:
Energi friges då ammoniak bildas – reaktionen är exoterm, alltså avges värme vilket för resonemangets skull kan skrivas in i reaktionen som en produkt:
N2 + 3H2  ⇌  2NH3 + värme 
Om temperaturen i systemet ökas, ändras jämvikten så att temperaturökningen motverkas, vilket i detta fallet är åt vänster så att mer reaktanter bildas samtidigt som mindre ammoniak bildas. Just den här reaktionen används i Haber-Boschmetoden, och är ett bra exempel på Le Chateliers princip. För att producera så mycket ammoniak som möjligt i förhållande till reaktanter krävs alltså så låg temperatur som möjligt.

### Totaltryck
Åter kan Haber-Boschmetoden användas som exempel:
Observera antalet mol gas på den vänstra sidan och antalet mol gas på den högra sidan. Det är känt att gaser med samma temperatur och tryck kommer att ha samma volym. Detta kan användas för att förutse förändringen i jämvikten om totaltrycket ändras.
Anta att totaltrycket hos systemet ökas. Enligt Le Chateliers princip kommer jämvikten att ändras så att trycket minskas: Eftersom 4 mol gas kräver större volym än 2 mol gas, kommer reaktionen att gå åt höger.

### Inerta gaser[1]
En inert gas (eller ädelgas), så som helium, reagerar inte med andra grundämnen eller föreningar. Att tillsätta en ädelgas till ett slutet system vid en jämvikt, kommer inte att resultera i en förändring då ädelgasen inte påverkar jämvikten. 

#### Om volymen är konstant
Det totala trycket ökar då en inert gas tillsätts, dock ändras inte partialtrycket av de gaser som ingår i reaktion – därför kommer inte jämvikten att ändras. 

#### Om volymen tillåts öka
Partialtrycket av gaser i reaktionen kommer att ändras vilket kommer att förskjuta reaktionen åt det håll där flest gasmolekyler finns. 